# Younes Delfi
Younes Delfi (in persiano یونس دلفی‎; Shush, 2 ottobre 2000) è un calciatore iraniano, centrocampista del Niroye Zamini.

## Caratteristiche tecniche
È un esterno destro.

## Carriera

### Club
Cresciuto nel settore giovanile dell'Esteghlal Khuzestan, ha esordito in prima squadra il 4 marzo 2017 disputando l'incontro del campionato persiano vinto 1-0 contro il Machine Sazi.
Il 30 gennaio 2019 viene acquistato a titolo definitivo dal Charleroi, con cui firma un contratto di tre anni.

### Nazionale
Ha giocato nelle nazionali giovanili iraniane Under-17 ed Under-23.